# 上崖根遗址
上崖根遗址，位于中华人民共和国青海省大通回族土族自治县城关镇沙巴图村，为青海省市县级文物保护单位，公布日期为1987年7月26日，类型为古遗址。
上崖根遗址的历史年代为青铜时代。